# Galerie Vivienne
Galerie Vivienne je pasáž v Paříži ve 2. obvodu. Vstup do pasáže je přes domy č. 4 na Rue des Petits-Champs, č. 5–7 na Rue de la Banque a č. 6 na Rue Vivienne. Pasáž je od roku 1974 chráněná jako historická památka.

## Historie
Pasáž nechal postavit v roce 1823 předseda notářské komory Marchoux podle plánů architekta Françoise Jeana Delannoy. Ten ji vyzdobil novoklasicistními okny, mozaikami, obrazy a sochami. Za velkou galerií dlouhou 42 m byla vybudována prosklená rotunda. Pro veřejnost byla pasáž otevřena v roce 1826 pod názvem Galerie Marchoux, ale rychle získala jméno Vivienne podle sousední ulice. Pasáž byla až do doby druhého císařství významným obchodním místem mezi Palais Royal, Burzou a Velkými bulváry. Poté ale galerie ztratila své renomé ve prospěch obchodů kolem La Madeleine a na Avenue des Champs-Élysées a také přestavbou Paříže za prefekta Haussmanna.
Od 60. let 20. století se pasáž postupně stala opět velmi aktivní. Objevily se zde obchody s módou a dekoracemi, konají se zde přehlídky haute couture. Obnovení prestiže pro pasáž znamenal rok 1986, kdy sem přestěhoval obchod Jean-Paul Gaultier. Dnes se zde nachází mnoho obchodů prêt-à-porter a s dekorativními předměty.